# The Country That God Forgot
The Country That God Forgot è un film muto del 1916 scritto e diretto da Marshall Neilan. Prodotto dalla Selig Polyscope Company, aveva come interpreti Tom Santschi, George Fawcett, Mary Charleson, Will Machin, Charles K. Gerrard, Victoria Forde, Charles Le Moyne.

## Trama
Dopo lunghi anni di duro lavoro come minatore, Steve Brant finalmente trova una vena e progetta di usare la sua nuova fortuna per dare alla moglie Helen tutte le belle cose che in quegli anni di sacrificio non ha potuto avere. Helen si lascia prendere dal nuovo stile di vita così tanto che accetta di fuggire con Craig Wells. Steve, nonostante la fuga della moglie, non riesce a dimenticarla e le manda un pacchetto con del denaro. Il gesto fa capire ad Helen quanto il marito l'ami e decide di tornare da lui. Ma Craig, che si scopre essere un ricercato dalla polizia per aver rubato dei fondi pubblici, le impedisce di andarsene. Mentre cerca di divincolarsi, Helen rimane ferita da un colpo di pistola partito incidentalmente. Craig, allora, abbandona la donna ferita. Ritrovata da Steve, Helen viene curata dal marito, mentre Craig viene catturato e condannato all'impiccagione.

## Produzione
Il film fu prodotto dalla Selig Polyscope Company.

## Distribuzione
Il copyright del film, richiesto dalla Selig Polyscope Co., fu registrato il 18 settembre 1916 con il numero LP9148.

Distribuito dalla K-E-S-E Service, il film uscì nelle sale cinematografiche statunitensi il 21 agosto 1916.

### Conservazione
Copie complete della pellicola si trovano conservate negli archivi del George Eastman House di Rochester e della Library of Congress di Washington.